# Camargo (Bolívia)
Camargo é a capital da primeira seção da província Nor Cinti do Departamento de Chuquisaca, no Estado Prurinacional da Bolivia.

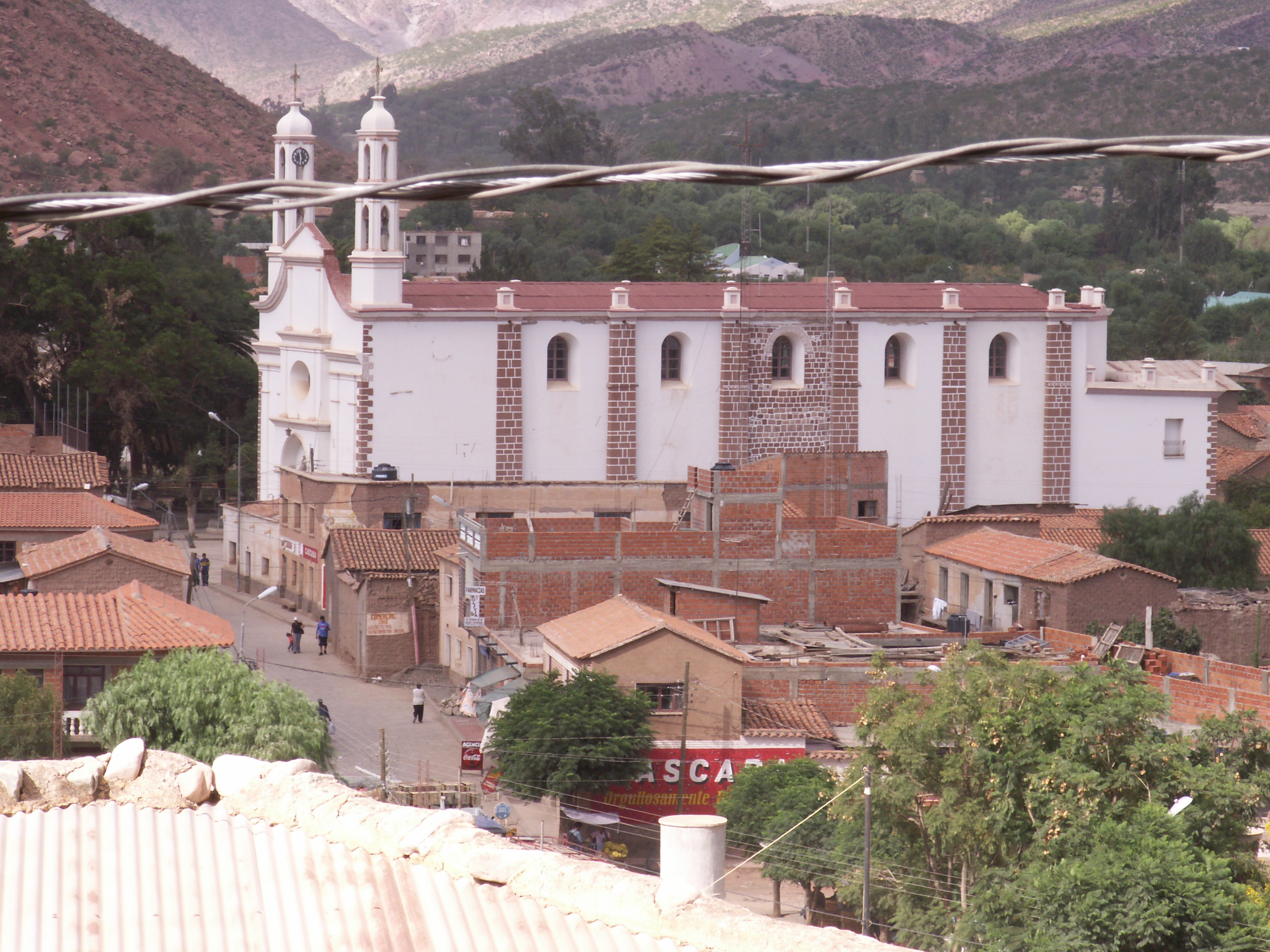
Camargo.

## História

### Toponimia
Camargo foi conhecida anteriormente com os nomes de Pazpaya e Villa Santiago. O nome de Camargo se deve ao guerrilheiro José Vicente Camargo, que lutou várias batalhas em diferentes lugares da região atual de Cinti, como Tacaquira, Palca Grande, Culpina, Incahuasi e Santa Elena, desde 1814 até 3 de abril de 1816, dia em que foi decapitado e executado, junto com seus guerrilheiros, por Buenaventura Centeno.
Fundada a República da Bolívia, em 1827 foi dado à cidade o nome de Camargo, e sua data cívica se celebra no dia 3 de abril como uma dupla homenagem ao dia da morte e ao nome do patriota José Vicente Camargo.
A lei promulgada pelo Marechal Sucre em 3 de janeiro de 1827 estabeleceu:
Atualmente a provincia Nor Cinti, dividida em seções, tem como capital da primera seção a cidade de Camargo.

### Costumes
Conhecida como a capital vitivinícola da Bolivia, do sol e do bom vinho, seus costumes e tradições se assemelham às toadas e coplas chapacas, sendo típica de Cinti, e particularmente de Camargo, a toada do Paragüaycitu, o Jailalitu, a Redoblada, o Siway- Sawa, e as cuecas cinteñas.

## Geografia

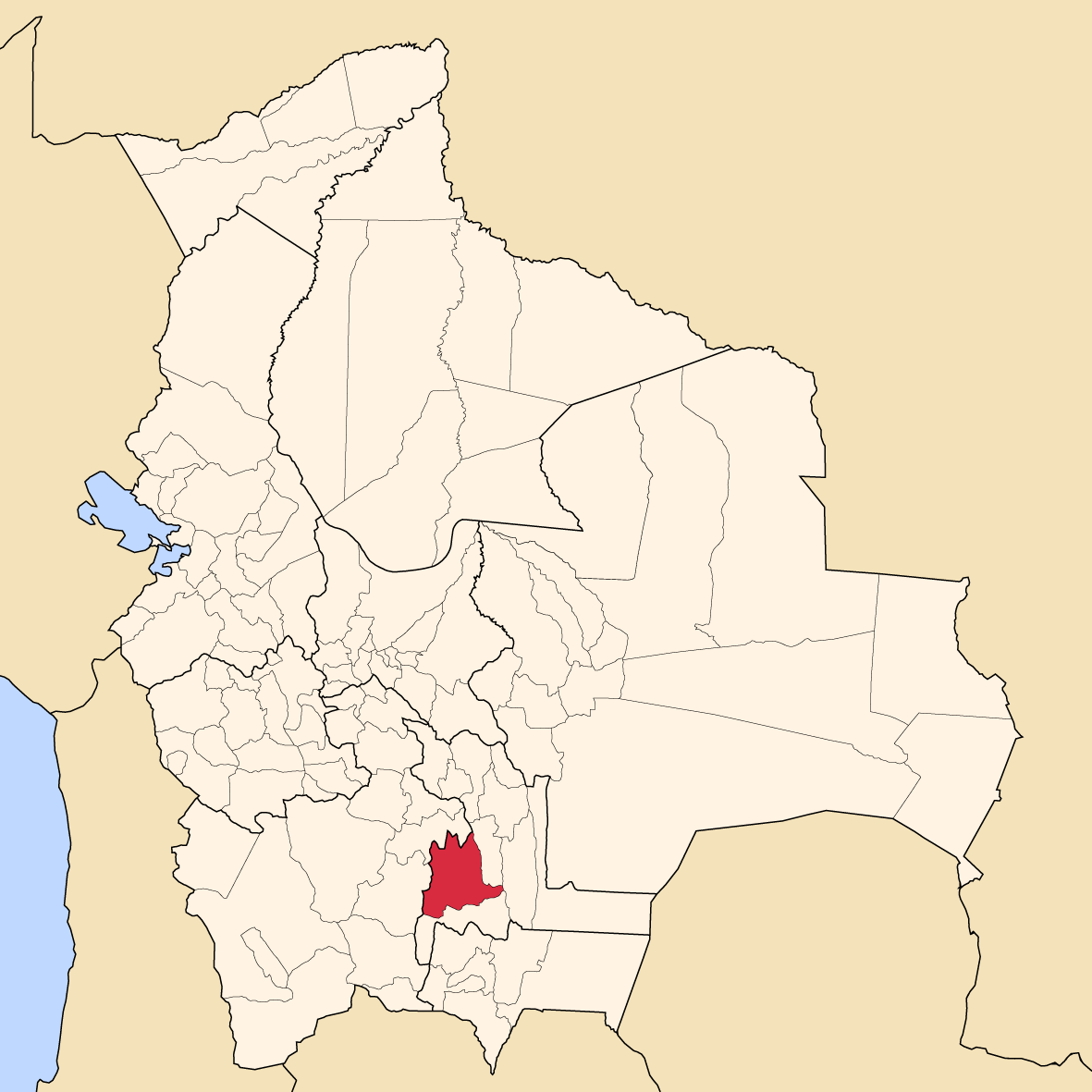

Camargo se encontra a uma altitude de 2.406 msnm, está na metade da estrada entre Potosí e Tarija, distante 197km da cidade de Potosí e 187km da cidade de Tarija.
A distância de Sucre, a capital do departamento, é de 325km.
Geograficamente está situada na zona dos vales, a sudoeste do departamento de Chuquisaca, entre 19º 40’ e 21º 33' de Latitude Sul e entre 64º e 65º 30’ de Longitude Oeste.

### Clima
Por se tratar de un canyon rodeado de serras, conserva um clima temperado e seco. Está banhada pelo rio Chico (a cidade de Camargo está às suas margens, logo o rio atravessará a zona urbana devido ao crescimento de novos loteamentos).

## População
Em 2012, ano em que foi realizado o último censo na Bolívia, a população de Camargo era de 5 173 habitantes.

## Atividade econômica
No passado, sua atividade mais importante era a fruticultura (diversas variedades de uvas, pêssegos, maçãs, brevas, figos, cerejas, marmelos, pêras, damascos, morangos e toda a gama de hortaliças) e a elaboração de vinhos e singanis. Agora, depois do colapso das empresas mais importantes na elaboração de bebidas, se pretende inovar com a procura de atividades complementares à fruticultura, tais como o turismo, já que a região conta com importantes atrativos paisagísticos, além da existência de vestigios de épocas republicanas, precolombianas, pre-históricas, com abundante presença de fósseis, pegadas e arte rupestre.